# Lewis Beach

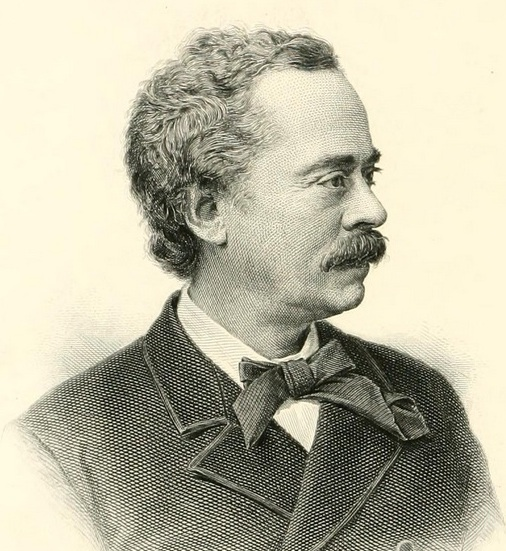
Lewis Beach

Lewis Beach (* 30. März 1835 in New York City; † 10. August 1886 in Cornwall, New York) war ein US-amerikanischer Jurist und Politiker. Zwischen 1881 und 1886 vertrat er den Bundesstaat New York im US-Repräsentantenhaus.

## Werdegang
Lewis Beach graduierte 1856 an der Yale Law School. Seine Zulassung als Anwalt erhielt er im selben Jahr und begann dann in New York zu praktizieren. 1861 lebte er in Orange County. Er war zwischen 1877 und 1879 Mitglied und Kämmerer (treasurer) des Democratic State Central Committee. Politisch gehörte er der Demokratischen Partei an.
Bei den Kongresswahlen des Jahres 1880 für den 47. Kongress wurde Beach im 14. Wahlbezirk von New York in das US-Repräsentantenhaus in Washington, D.C. gewählt, wo er am 4. März 1881 die Nachfolge von John W. Ferdon antrat. Er wurde zwei Mal in Folge wiedergewählt, starb allerdings während seiner letzten Amtszeit am 10. August 1886 in seinem Haus „Knoll View“ in Cornwall. Als Kongressabgeordneter hatte er den Vorsitz über das Committee on Expenditures on Public Buildings (49. Kongress). Sein Leichnam wurde auf dem Green-Wood Cemetery in der damals noch eigenständigen Stadt Brooklyn beigesetzt.